# Ptilotus villosiflorus
Ptilotus villosiflorus är en amarantväxtart som beskrevs av Ferdinand von Mueller. Ptilotus villosiflorus ingår i släktet Ptilotus och familjen amarantväxter. Inga underarter finns listade i Catalogue of Life.